# Trzęsienie ziemi na Celebesie (2018)
Trzęsienie ziemi na Celebesie – silne trzęsienie ziemi o magnitudzie 7,5 stopni w skali Richtera, które nawiedziło wyspę Celebes na Oceanie Spokojnym w Indonezji 28 września 2018. Zginęło 4340 osób, a ponad 10 tysięcy osób zostało rannych.

## Trzęsienie ziemi

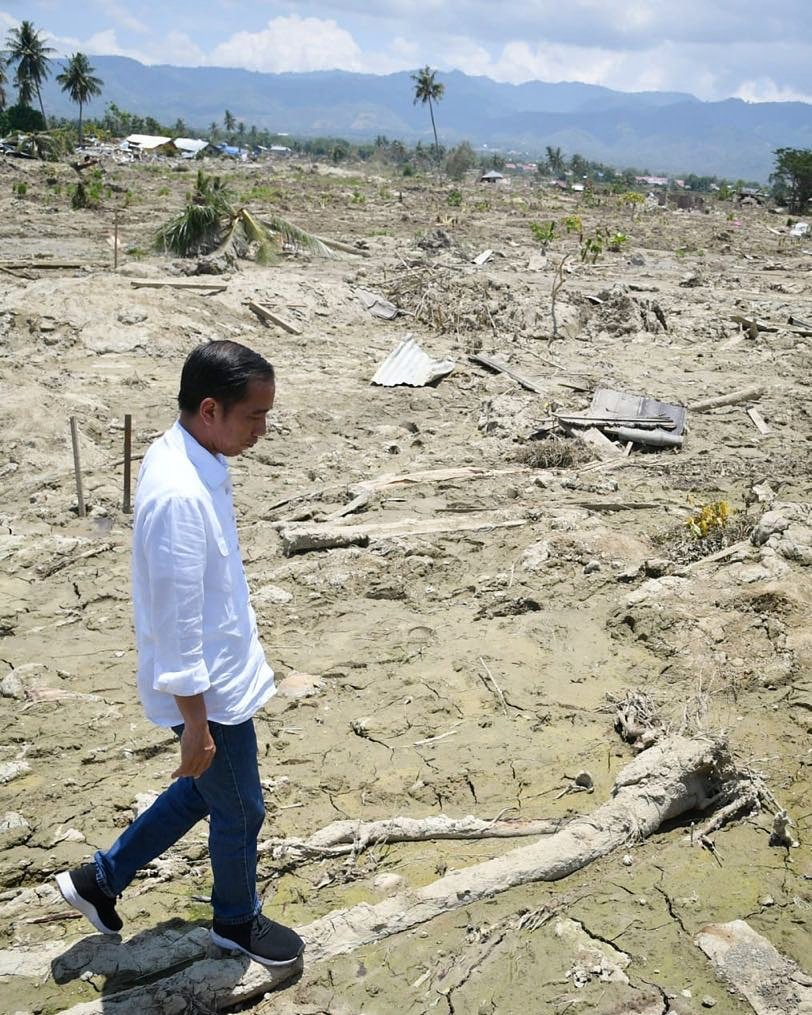
Prezydent Indonezji Joko Widodo na miejscu katastrofy

Trzęsienie ziemi o sile 7,5 stopni magnitudy w skali Richtera uderzyło indonezyjską wyspę Celebes. Epicentrum trzęsienia znajdowało się około 78 kilometrów od miasta Palu w środkowej części wyspy, na głębokości 10 km. Wstrząsy były odczuwalne w całej wyspie Celebes i w prowincji Borneo Wschodnie, a także w mieście Tawau w malezyjskim stanie Sabah. Fale tsunami o wysokości od 1,5 do 2 metrów nawiedziły obszary Palu, Donggala i Mamuju. W momencie kataklizmu wiele ofiar znajdowało się w pobliżu plaży, gdzie trwały przygotowania do festiwalu.